# Paula Sartor
Paula Sartor (Buenos Aires, 3 de octubre de 1990) es una actriz argentina de cine, teatro y televisión.

## Biografía
Realizó sus estudios secundarios en la Escuela Superior de Comercio Carlos Pellegrini, dependiente de la Universidad de Buenos Aires. Actualmente estudia la carrera de Artes en la Universidad de Buenos Aires.
Comenzó su carrera como actriz en la obra de teatro La diosa con la dirección de Leonor Manso. En el 2000 actúa en cine en la película Apariencias de Alberto Lecchi. Tuvo mayor reconocimiento con la serie Niní (2009-2010) protagonizada por Florencia Bertotti y  Federico Amador haciendo el papel de Sofía. También protagonizó uno de los episodios del unitario Maltratadas dirigido por Alberto Lecchi. Participó en la miniserie italiana Terra Ribelle interpretando a Cesarina y fue protagonista de Cuentos de Identidad.
En 2019 fue parte del elenco protagónico como Lea Peres Kiev en la miniserie Secreto bien guardado. Ese mismo año apareció en la película El Plan Divino dirigida por Víctor Laplace.

## Televisión
| Año       | Título                | Personaje                                   | Canal      | Notas                                     |
| --------- | --------------------- | ------------------------------------------- | ---------- | ----------------------------------------- |
| 2008      | Mujeres de nadie      |                                             | Canal 13   |                                           |
| 2009-2010 | Niní                  | Sofía Anzoátegui                            | Telefe     |                                           |
| 2010      | Sutiles diferencias   | Lucía                                       | Canal 13   |                                           |
| 2011      | Los Únicos            | Amiga de Sofía                              | Canal 13   |                                           |
| 2011      | Maltratadas           | Soledad                                     | América TV | Episodio 10: "El espejo"                  |
| 2012      | Terra ribelle         |                                             | Rai 1      |                                           |
| 2014      | Cuentos de Identidad  | Anita                                       | TV Pública |                                           |
| 2014      | En terapia            | Paciente de Guillermo con Anorexia nerviosa | TV Pública |                                           |
| 2016      | Círculos              | Delfina                                     | América TV |                                           |
| 2016      | La última hora        | Kira Barbé Aizenberg                        | TV Pública | Episodio 6: "Los esfínteres del boxeador" |
| 2017      | Mis noches sin ti     | Paula                                       | TV Pública |                                           |
| 2019      | Secreto bien guardado | Lea Peres Kiev                              | CINE.AR    |                                           |

## Teatro
| Año  | Obra                | Personaje        | Dirección      | Teatro          |
| ---- | ------------------- | ---------------- | -------------- | --------------- |
| 1999 | La Diosa            |                  | Leonor Manso   |                 |
| 2010 | Niní: “La Búsqueda” | Sofía Anzoátegui |                | Teatro Gran Rex |
| 2015 | Futuro Amor         |                  | Víctor Laplace |                 |
| 2020 | Muros de Fama       |                  |                | Microteatro     |

## Cine
| Año  | Película               | Personaje      | Dirección                       |
| ---- | ---------------------- | -------------- | ------------------------------- |
| 2000 | Apariencias            | Hija de Nicosi | Alberto Lecchi                  |
| 2001 | Déjala correr          | Hija de Manuel | Alberto Lecchi                  |
| 2006 | Las manos              | Hija de Víctor | Alejandro Doria                 |
| 2007 | El frasco              | Jimena         | Alberto Lecchi                  |
| 2014 | Inevitable             | Vanina         | Jorge Algora                    |
| 2017 | Casi leyendas          | Paula          | Gabriel Nesci                   |
| 2018 | Los olvidados          | Vicky          | Luciano Onetti y Nicolás Onetti |
| 2018 | El amor menos pensado  | Natacha        | Juan Vera                       |
| 2019 | El plan divino         | María          | Víctor Laplace                  |
| 2020 | La maldición del guapo | Rocío          | Beda Docampo Feijóo             |
| 2020 | Ámbar                  |                | Esteban Ramírez Jiménez         |
| 2022 | El hombre inconcluso   | Lucía          | Matías Bertilotti               |

## Videoclips
| Año  | Artista         | Canción            |
| ---- | --------------- | ------------------ |
| 2006 | Javier Calamaro | 4 Rosas y una vela |

## Publicidades
- 2007 - Publicidad para Diario Olé, Campaña "Hombres de Olé bajo el brazo".
- 2008-2011 Imagen Frávega - Lista de casamiento.
- 2009-2010 Imagen de "47 Street".